# Gentlemen Broncos
Gentlemen Broncos è un film del 2009 diretto da Jared Hess.

## Trama
Benjamin è un teenager che vive con la madre la quale, anziché permettergli di frequentare la scuola, decide di farlo studiare a casa. Il ragazzo, piuttosto solitario, è un grande amante della fantascienza, e traduce questa sua passione in veri e propri scritti che attirano l'attenzione di Ronald Chevalier, romanziere in crisi di ispirazione che conosce Benjamin in un festival letterario. 
Ronald coglie l'occasione di sfruttare il talento del giovane scrittore e pubblica, senza renderne conto, una delle sue storie, limitandosi a cambiare solo alcuni particolari.

## Distribuzione e accoglienza
Il film fu una delusione sia di critica che di botteghino: costato 10 milioni di dollari, ne incasserà meno di 150.000 uscendo molto presto dalle programmazioni dei cinema statunitensi.